# Wilhelm Józef Chaminade
Wilhelm Józef Chaminade, właśc. fr. Guillaume-Joseph Chaminade (ur. 8 kwietnia 1761 w Périgueux, zm. 22 stycznia 1850 w Bordeaux) – francuski duchowny katolicki, błogosławiony Kościoła rzymskokatolickiego.
Urodził się w bardzo religijnej rodzinie, był czternastym dzieckiem swoich rodziców. Otrzymał święcenia kapłańskie w 1785 roku. Jego najbliższym współpracownikiem była Adèle de Batz de Trenquelléon. Razem z nią założył Instytut Córek Maryi Niepokalanej w 1816 roku, a rok później założył Towarzystwo Maryi.
Zmarł w opinii świętości otoczony przez członków Towarzystwa.
Został beatyfikowany przez papieża Jana Pawła II w dniu 3 września 2000 roku.